# Cantón de Perpiñán-4
El cantón de Perpiñán-4 es una división administrativa francesa, situada en el departamento de los Pirineos Orientales y la región Languedoc-Rosellón.

## Composición
El cantón de Perpiñán-4 sólo incluye una comuna:
- Parte de la ciudad de Perpiñán (capital)

- Datos: Q1726653